# Ilona Grandke
Ilona Grandke (Breslavia, 24 settembre 1943) è un'attrice e doppiatrice tedesca.

## Biografia
Ilona Grandke si è formata come attrice presso la Konrad Wolf Academy of Film and Television di Babelsberg dal 1960 al 1962. 
Durante questo periodo, ha debuttato sul palcoscenico del Teatro Hans Otto di Potsdam nel ruolo di Mascha ne Il cadavere vivente di Leo Tolstoj. 
Ha poi lavorato a Bautzen, Dessau e alla Volksbühne di Berlino.
Ilona Grandke è stata sposata con l'attore, sceneggiatore e regista Jürgen Pörschmann, deceduto nel 1979.

## Filmografia
- Jetzt und in der Stunde meines Todes - regia di Konrad Petzold (1963)

### Televisione
- Schultze mit tz - regia di Eberhard Schäfer - film TV (1974)
- Unser Mann ist König - serie TV (1980)
- Münchener Freiheit - serie TV (1985)
- Alle haben geschwiegen - regia di Norbert Kückelmann - film TV (1994)

## Doppiaggio

### Film
- Nichelle Nichols in Rotta verso la Terra, Rotta verso l'ignoto, Snow Dogs - 8 cani sotto zero
- Lynne Thigpen in Un eroe fatto in casa
- Aloma Wright in Ragazze nel pallone
- Pam Ferris in Harry Potter e il prigioniero di Azkaban
- Esther Scott in SDF Street Dance Fighters
- Shohreh Aghdashloo in  The Exorcism of Emily Rose
- Jeanne Moreau in Il tempo che resta
- Margo Martindale in Hannah Montana: The Movie
- Barbara Jefford in Philomena

### Serie televisive d'animazione
- Nyota Uhura in Star Trek
- Regina Metallia in Sailor Moon
- Diane Choksondik in South Park
- Kaede in Inuyasha
- Consuelo e Thelma Griffin in I Griffin
- Suga Mama Proud in La famiglia Proud